# Huile de germe de blé

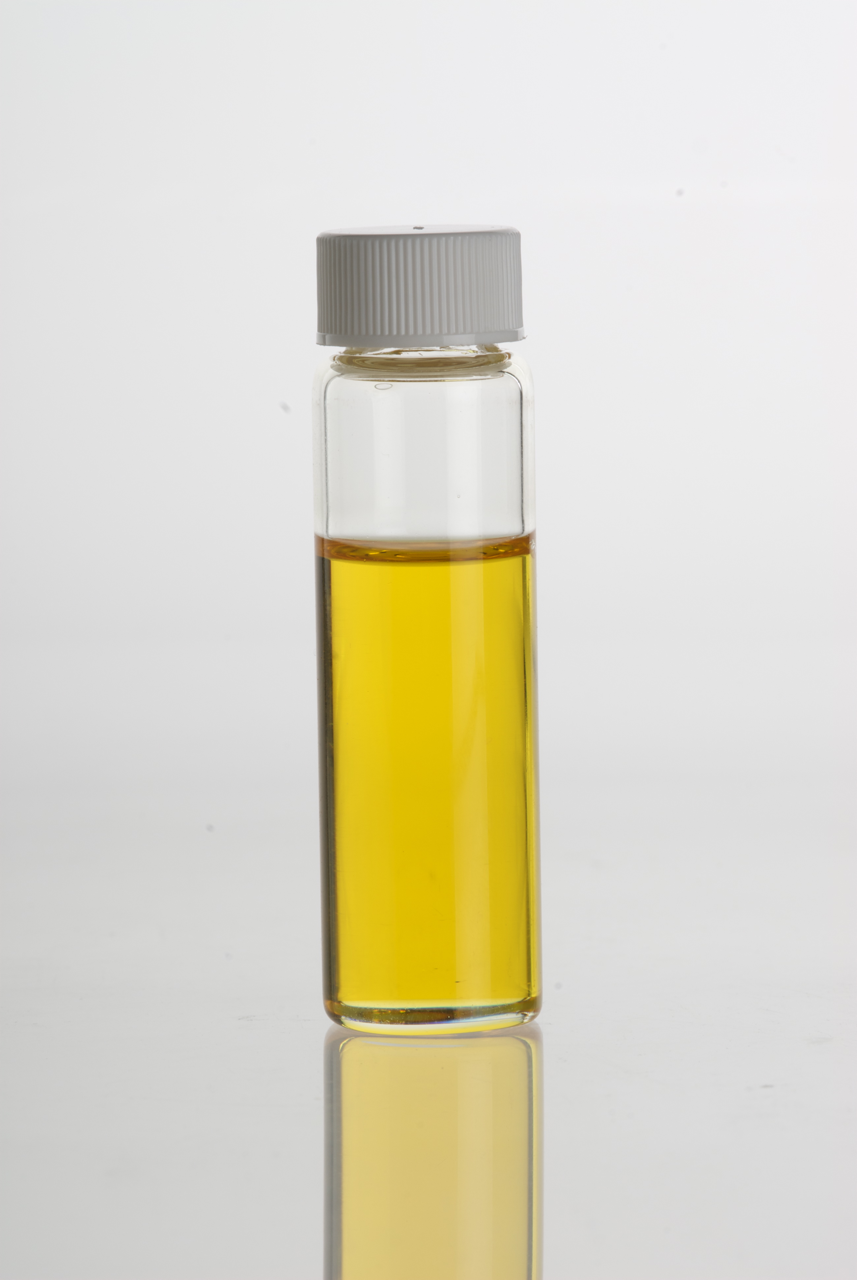
Huile de germe de blé dans un flacon en verre clair.

L'huile de germe de blé est l'huile extraite du germe du grain de blé, qui ne représente que 2,5 % en poids du grain.
L'huile de germe de blé a une teneur particulièrement élevée en octacosanol – alcool primaire saturé à chaîne longue de vingt-huit carbones que l'on trouve dans certaines cires végétales.
L'octacosanol a été étudié pour ses propriétés permettant d'améliorer les performances physiques et l'exercice. Des alcools gras à chaîne très longue obtenus à partir de cires végétales et de cire d'abeille permettraient de réduire le taux de cholestérol plasmatique chez l'homme.
L'huile de germe de blé a également une teneur très élevée en vitamine E (255 mg/100 g), teneur plus élevée que celle de tout autre aliment qui n'aurait pas été préalablement préparé ou enrichi en vitamines.
Comme huile de cuisson, l'huile de germe de blé est fortement aromatisée, coûteuse et très périssable. L'huile de germe de blé contient les acides gras suivants, :
| Composants                  | g/100 g |
| --------------------------- | ------- |
| Acide linoléique (oméga-6)  | 55      |
| Acide palmitique            | 16      |
| Acide oléique               | 14      |
| Acide linolénique (oméga-3) | 7       |
D'autres utilisations de l'huile de germe de blé ont été explorées, y compris l'augmentation du débit sanguin et le temps de réaction.
On l'utilise aussi pour traiter certaines affections de la peau telles que les cicatrices et l'inflammation.